# Sokolište
Sokolište är ett samhälle i Bosnien och Hercegovina.   Det ligger i entiteten Republika Srpska, i den nordvästra delen av landet, 190 km nordväst om huvudstaden Sarajevo. Sokolište ligger 225 meter över havet och antalet invånare är 442.
Terrängen runt Sokolište är platt åt nordväst, men åt sydost är den kuperad. Terrängen runt Sokolište sluttar norrut. Närmaste större samhälle är Prijedor, 14,1 km öster om Sokolište. 
Omgivningarna runt Sokolište är en mosaik av jordbruksmark och naturlig växtlighet. Runt Sokolište är det ganska tätbefolkat, med 67 invånare per kvadratkilometer.